# Lelovics Zsuzsanna
Lelovics Zsuzsanna (Budapest, 1970–) táplálkozáskutató, klinikai dietetikus, mellette edzői (szakedzői és személyi edző) és humánkineziológus végzettséggel rendelkezik, Brüsszelben és Bécsben tevékenykedik, Magyarországon elsősorban Kaposvárott és Budapesten dolgozik.
Több kurzust is vezet felsőoktatási intézményekben, illetve óraadóként (táplálkozástan, dietetika stúdiumok). 
Rendszeresen publikál folyóiratokban, valamint rovatot vezet
- a Studium & Practicum,
- az Új Diéta,
- az Élelmezés és
- a „Fitnesz és Tudomány” lapokban.

Étrend-kiegészítőkkel, funkcionális élelmiszerekkel kapcsolatos kérdésekben, divatdiétákkal, fogyasztói szokásokkal kapcsolatban szakértőként és táplálkozáspedagógiai kérdésekben rendszeresen képviseli a dietetikai álláspontot. Számos tudományos és szakmai rendezvényen, konferencián kérik fel előadás tartására.

## Kutatási területei
- a testtömegszabályozás és -optimalizálás, annak módszerei (vitatott fogyókúrák és diéták),
- a teljesítményfüggő táplálkozás (sporttáplálkozás),
- a táplálkozással befolyásolható betegségek megelőzése-kezelése.

## Tudományos társasági tagságai
Tagja 
- a Magyar Sporttudományi Társaságának,
- a Magyar Atherosclerosis Társaságnak,
- a Magyar Edzők Társaságának,
- a Magyar Mesterséges Táplálási Társaságnak, valamint
- a [www.gastroent.hu/ Magyar Gasztroenterológiai Társaság]ának.

A Élelmezésvezetők Országos Szövetsége Somogy megyei elnöke.

## Eredményei
- 2007-ben a Falk pályázat nyertese.
- 2007-ben a dietetikusok számára kiírt Algida pályázat 1. helyezettje.
- 2007-ben az Év Tudományos Dietetikusának választották a szakma képviselői.
- 2006-ban az Év Tudományos Dietetikusának választották a szakma képviselői. Archiválva 2013. február 25-i dátummal a Wayback Machine-ben
- 2006-ban a Magyar Táplálkozástudományi Társaság Vándorgyűlésén elnyerte a Fürst Péter emlékdíjat.

## Tudományos tevékenység
Dietetikai protokollok szerkesztése, többek között:
- Dietetikai protokoll colitis ulterosában 18 éves kor felett
- Dietetikai protokoll Crohn-betegségben 18 éves kor felett

Magyar nyelvű cikkek és előadások - válogatás
Szakemberekkel kapcsolattartás, széles körű tanácsadás, kutatás és tudományos munka

## Online szakértői tevékenység
- HunRun.COM
- PatikaMagazin.HU